# Thomas E. Dewey
Thomas Edmund Dewey (n. 24 martie 1902 – d. 16 martie 1971) a fost al 47-lea Guvernator al New Yorkului (1943-1954). În 1944, el a fost candidatul republican  propus pentru președinția Statelor Unite, alegeri pe care le-a pierdut în fața lui Franklin D. Roosevelt. A candidat din nou în 1948, fiind învins de această dată de Harry S. Truman în una din cele mai mari surprize din istoria alegerilor prezidențiale.

## Legături externe
- Thomas E. Dewey la Find a Grave